# 小諸郵便局
小諸郵便局（こもろゆうびんきょく）は長野県小諸市にある郵便局である。民営化前の分類では集配普通郵便局であった。局番号は11009。

## 概要
住所：〒384-8799 長野県小諸市紺屋町2-9-1

## 沿革
- 1872年8月4日（明治5年7月1日） - 小諸郵便取扱所として開設[1]。
- 1873年（明治6年） - 小諸郵便役所となる。
- 1875年（明治8年）1月1日 - 小諸郵便局（四等）となる。同年、為替取扱を開始。
- 1878年（明治11年） - 貯金取扱を開始。
- 1889年（明治22年）9月21日 - 小諸郵便電信局となる。
- 1903年（明治36年）4月1日 - 通信官署官制の施行に伴い小諸郵便局となる。
- 1956年（昭和31年）11月1日 - 電話通話および和文電報受付事務の取扱を開始[2]。
- 1990年（平成2年）7月9日 - 小諸市相生町三丁目から同市紺屋町二丁目に移転。
- 1994年（平成6年）3月7日 - 滋野郵便局から集配業務の一部[3]を移管。
- 1998年（平成10年）9月1日 - 外国通貨の両替および旅行小切手の売買に関する業務取扱を開始。
- 2007年（平成19年）3月12日 - 御代田郵便局から「389-02xx」区域の集配業務を移管[4]。
- 2007年（平成19年）10月1日 - 民営化に伴い、併設された郵便事業小諸支店に一部業務を移管。
- 2012年（平成24年）10月1日 - 日本郵便株式会社の発足に伴い、郵便事業小諸支店を小諸郵便局に統合。

## 取扱内容
- 郵便、印紙、ゆうパック、内容証明
- 貯金、為替、振替、振込、国際送金、外貨両替・トラベラーズチェック、国債、投資信託
- 生命保険、バイク自賠責保険、自動車保険、がん保険、引受条件緩和型医療保険
- ゆうちょ銀行ATM
- 「384-00xx」「384-08xx」区域（小諸市の全域、群馬県吾妻郡嬬恋村（鎌原（かんばら）小字高峰高原））、「389-02xx」区域（北佐久郡御代田町の全域）の集配業務
- ゆうゆう窓口

## 風景印
- 表記は『小諸』
- 図案は『布引山の観音堂』・『桜』・『浅間山』
- 使用開始日は2007年（平成19年）6月1日

### 過去の風景印
- 1948年（昭和23年）4月3日 - 2007年（平成19年）5月31日
  - 表記は『小諸』
  - 図案は『布引山の観音堂』・『桜』・『浅間山』

## 周辺
- 小諸警察署
- 小諸消防署
- 小諸市立坂の上小学校

## アクセス
- JR小海線、しなの鉄道線 小諸駅から徒歩約14分
- JRバス関東 三和停留所下車
- 上信越自動車道 小諸ICから南東へ約4km
- 国道18号沿い
- 駐車場あり：36台